# フタホシオオノミハムシ

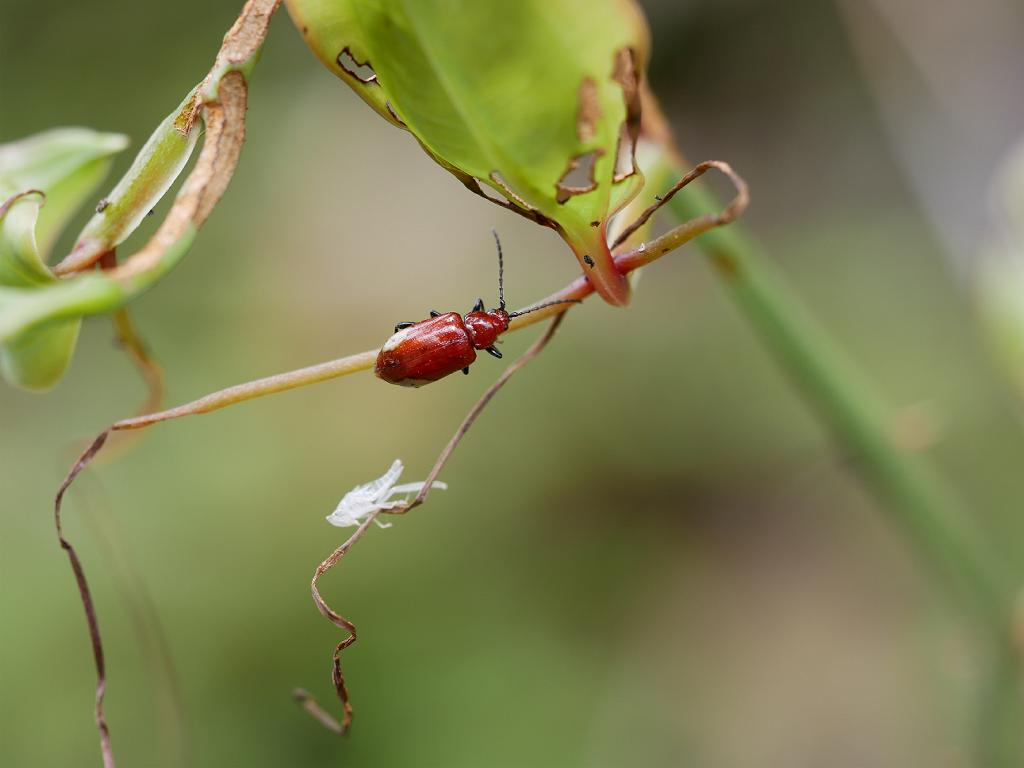
食草に止まっている様子

フタホシオオノミハムシ Pseudodera xanthospila Baly はハムシ科の昆虫の1つ。サルトリイバラを食べ、全身が黄色くて前翅先端近くの外側に黄褐色の大きな斑紋がある。

## 特徴
体長は約8mmだが時に5mm程度の小型の個体が見られる。全体に赤褐色で、前翅の後ろの側面には縦長の黄色い斑紋がある。そのほか触角と歩脚の脛節と跗節は黒い。触角は体長より少し短い程度ある。前胸背は長さが幅より短くて、中央よりやや前で丸く幅広くなり、そこから前方に狭まっている。また表面には点刻がなくて滑らかになっている。後端近くに横向きの溝があり、その両端近くに短い縦溝がある。前翅は閉じた状態では前端で前胸より少し幅広く、後方に向かって平行になっており、先端に向かって僅かに狭まる。前翅の前端、肩の部分の内側に縦長のへこみがあり、前翅表面には細かな点刻の列が規則正しく並び、その間には極小の点刻が少数散らばっている。

## 生態など
成虫は5-6月に見られ、サルトリイバラを食草とする。神奈川県では成虫の出現は4月下旬から6月中旬で、成虫はサルトリイバラの葉の基部に長方形の食痕を作る。5月下旬に産卵し、卵は橙黄色で細長く、これを塊にして地表に産み付けられる。孵化には約2週間かかり、幼虫は地中で根を喰うものと考えられている。1年1世代であるが、どのような形で越冬するかは知られていない。

## 分布
日本では本州、四国、九州に分布し、国外では中国と台湾から知られる。

## 類似種
本種は体色と斑紋がよく目立つので判別は容易である。同様の位置に斑紋があるものにワモンナガハムシ Zeugophora annulata があるが、体長5mmに満たず、またマユミやニシキギなどを食べるものである。